# 張閏
张闰，元朝延安延长县人，隶属于军籍。
张闰家族八世不分家，家人百余口，没有闲言碎语。每天让姑娘媳妇各聚一室为做针线活，做针完，聚集到库房里，家中没有私藏。小儿啼泣，伯母婶婶见到就抱起喂食。媳妇回娘家，留下孩子，其他媳妇共同哺乳，不问是不是自己的孩儿，孩子也不知道谁是自己的母亲。张闰兄张显去世，张闰即以家事托付侄子张聚，张聚推辞：“叔叔是父辈，应当主持家事。”张闰说：“侄子你是宗子也，应当主持家事。”相让很久，最后托付给张聚。缙绅之家，自叹不如。至元二十八年（1291年），旌表其门。当时又有芜湖芮世通，十世同居；峡州向存义、汴梁丁煦，八世同居。州县上奏朝廷，朝廷也加以旌美。